# Јеванђеље по Марку
Јеванђеље по Марку (грч. Κατὰ Μᾶρκον Εὐαγγέλιον [Katà Mârkon Euangélion]) је друга књига Новог завета, најкраће је и најједноставније јеванђеље. Библијска скраћеница књиге је Мк.
Еванђеље по Марку се сматра најстаријим јеванђељем које је послужило као извор за Јеванђеље по Луки и Јеванђеље по Матеју. Пошто еванђеља по Матеју и по Луки имају за основу еванђеље по Марку, онда постоји само један синоптички извор о Исусовом животу, а то је еванђеље по Марку. Ова позиција се назива Маркански приоритет. Некад се сматрало да је јеванђеље по Матеју старије, што је разлог да се у Библији налази прво.
Марково еванђеље бележи оно што је Исус чинио: припрему за јавно деловање, деловање у Галилеји, у Јерусалиму, муку, смрт и ускрснуће. Редослед казивања је одређен теолошким разматрањима, што знатно отежава критичку анализу Исусове биографије. Марково еванђеље представља одлучни позив на праћење Исуса који полази у самоћу, патњу и смрт. Еванђеље се завршава речима "бојаху се": то је било доба када је признавање хришћанства могло донети недаће и смрт. У овом јеванђељу је записано и проповедање апостола Петра у Риму.
Према предању, написао га је апостол Марко, највјеројатније у Риму око 64. – 70. године, на грчком језику. Сматра се да је засновано на сећањима св. Петра. Марков стил, начин писања је врло једноставан, жив и привлачан и личи народном приповедању. Јеванђеље је написано за римску хришћанску заједницу.